# Vernunft

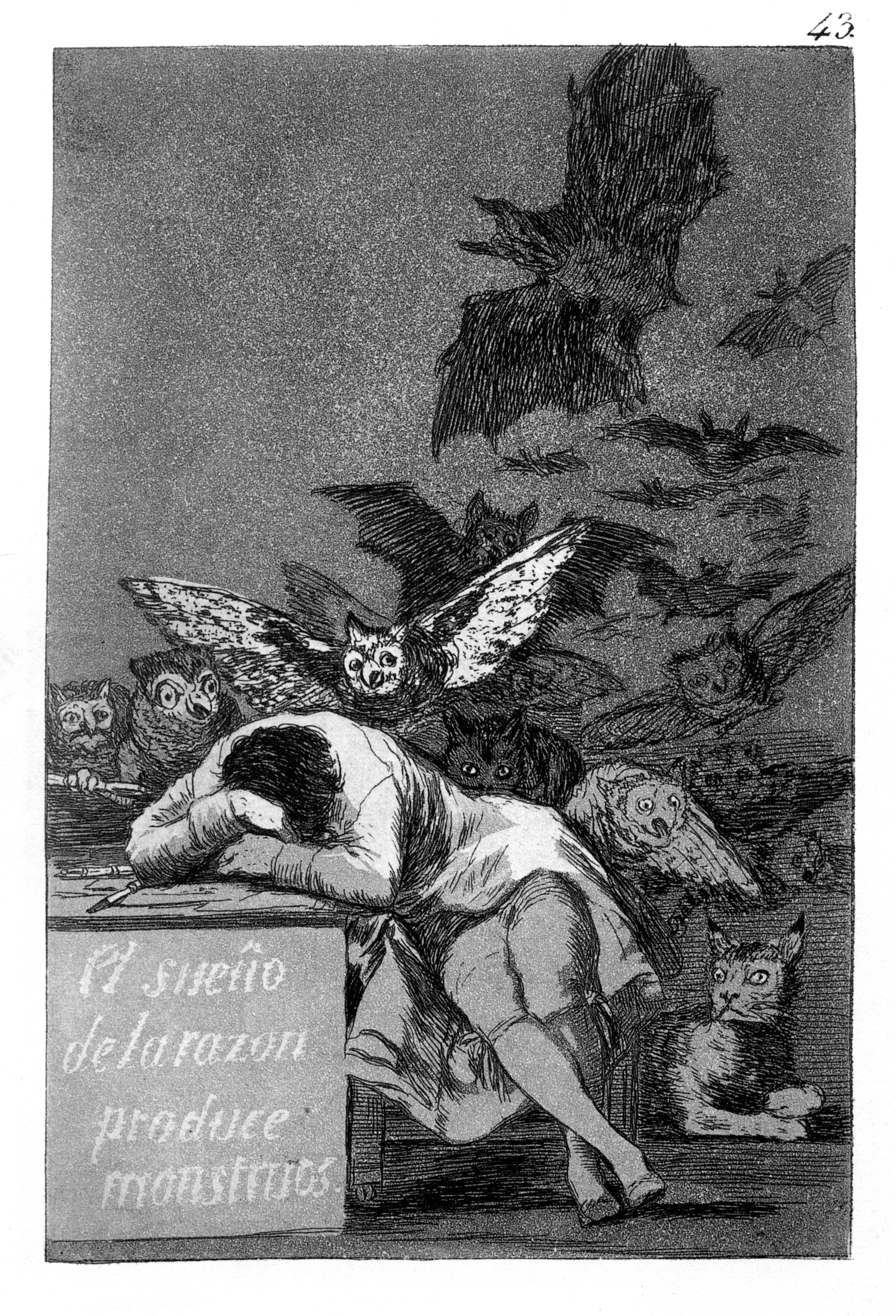
Der Schlaf der Vernunft gebiert Ungeheuer – Grafik von Francisco de Goya (1799)

Vernunft bezeichnet in der modernen Verwendung ein durch Denken bestimmtes geistiges menschliches Vermögen zur Erkenntnis. 
In Anlehnung an die terminologische Verwendung bei Christian Wolff wird sie vom Verstand abgegrenzt, der durch Beobachtung und Erfahrung Sachverhalte erfasst und so der Vernunft die Fähigkeit verleiht, allgemein gültige Zusammenhänge durch Schlussfolgerungen zu erschließen, ihre Bedeutung zu erkennen und Regeln sowie Prinzipien aufzustellen. Sofern diese das Handeln, Wertbestimmungen oder Fragen der Moral betreffen, spricht man von praktischer Vernunft. Unter diesem Begriff tritt zum Vermögen der Prinzipien auch die Fähigkeit, den eigenen Willen zu bestimmen, hinzu. 
Den auf Erkenntnis und Wissenschaften bezogenen Gebrauch bezeichnet man als theoretische Vernunft. Rationalität ist wiederum ein Begriff der „Vernünftigkeit“, der an der Steigerung der Effizienz, sowohl im Sinne von Wirtschaftlichkeit nach ökonomischen Prinzipien, als auch im Sinne der Gerechtigkeitstheorie oder der Diskursethik, orientiert sein kann. Die Vernunft als Grundbegriff der klassischen bürgerlichen Philosophie von Bacon und Descartes bis zu Hegel und Feuerbach stand im Zentrum der neuen im Kampf gegen die Ideologie des Feudalismus und seiner Institutionen sich herausbildenden und festigenden bürgerlichen Weltanschauung.
Der Inhalt des Begriffs der Vernunft wird unterschiedlich bestimmt. In seinem Verhältnis mit dem Begriff des Verstandes hat er im Verlauf der Geschichte von der griechischen Philosophie – Nous und Logos gegenüber dianoia – über das Mittelalter – intellectus versus ratio – bis in die Neuzeit einen Wandel erfahren. In der Neuzeit entwickelte sich, angestoßen von Meister Eckart und Martin Luther, ein Begriffsinhalt, wie er von Immanuel Kant in der Kritik der reinen Vernunft formuliert wurde und so in der Moderne noch weitgehend üblich ist. Danach ist die Vernunft das oberste Erkenntnisvermögen. Dieses kontrolliert den Verstand, mit dem die Wahrnehmung strukturiert wird, erkennt dessen Beschränkungen und kann ihm Grenzen setzen. Damit ist die Vernunft das wesentliche Mittel der geistigen Reflexion und das wichtigste Werkzeug der Philosophie. Dieses Verständnis wurde aber auch kritisiert, so etwa von Arthur Schopenhauer, wo die Vernunft das Organ leerer Spekulation sein kann, was er als Anschluss an Kants Kritik verstanden wissen will, welche in der transzendentalen Dialektik jenes Thema behandelt.
Neben dieser Vernunft als subjektives Vermögen eines Menschen oder „endlichen Vernunftwesens“ (animal rationale) – nahmen einige Philosophen die Existenz einer objektiven Vernunft an: ein die Welt durchwaltendes und ordnendes Prinzip als metaphysische oder kosmologische Vernunft – Weltvernunft, Weltgeist, Logos, Gott. Zu diesen Philosophen gehören z. B. Heraklit, Plotin und Hegel. Die Debatten um die Existenz oder Nichtexistenz einer solchen Weltvernunft und ihre eventuelle Beschaffenheit sind ein bedeutender Teil der Philosophiegeschichte. Kant verwendet dafür in seiner Kritik der praktischen Vernunft den Begriff der göttlichen Vernunft (intellectus archetypus) der im Gegensatz steht zur menschlichen Vernunft (intellectus ectypus).
In Abgrenzung zum Begriff der Vernunft wird der Begriff des Verstandes heute gebraucht für Fälle, in denen Phänomene gesondert betrachtet werden, abgelöst vom größeren umfassenden Zusammenhang. In der Umgangssprache werden die beiden Begriffe allerdings nicht streng voneinander unterschieden.

## Bedeutung
Sowohl umgangssprachlich als auch in der Geschichte der Philosophie hat die Bezeichnung „Vernunft“ mehrere Bedeutungen, die sich aber überschneiden.
Zum einen wird sie als die Grundlage für Erkenntnis und Erkenntnisgewinn betrachtet. Sie schafft die Voraussetzung für Erkenntnis, indem sie eine Systematik und einen Bezugsrahmen für Wissen vorgibt. Von der Vernunft unterschieden wird gewöhnlich der Verstand als Erkenntnisvermögen oder als das Zusammenwirken vieler verschiedener kognitiver Fähigkeiten.
Zum anderen wird Vernunft in der Bedeutung von vernünftigem Handeln verwendet. In diesem Sinn begründet Vernunft eine normative, philosophische Ethik, die keine Berufung auf andere Instanzen eingesteht. Sie findet sich zum Beispiel bei Aristoteles als das rechte Maß oder bei Immanuel Kant als der kategorische Imperativ. In seiner Universalgeschichte beschreibt Voltaire eine stetige Entwicklung der Menschheit von primitiver Barbarei zur Vorherrschaft der Vernunft.
Schließlich wird Vernunft in der Bedeutung von „einer höheren Ordnung gemäß“ verwendet. Diese Sichtweise trägt meistens die Züge einer religiösen Überzeugung, und auch im deutschen Idealismus ist die Vernunft das „Denken Gottes“. Der Mensch und die ganze Menschheit hat im Idealismus Anteil an dieser Vernunft, aber sie vollzieht sich eher an ihm, als dass er einen Einfluss darauf hat. Auch ohne einen traditionellen religiösen Bezug sind heute viele Menschen überzeugt, in der Welt einer höheren Vernunft der Schöpfung zu begegnen (vgl. Intelligent Design). Physiker wie Erwin Schrödinger waren von der Existenz einer übernatürlichen, vernünftigen Ordnung überzeugt.

## Philosophiegeschichte

### Antike
Bei Platon findet sich die Unterscheidung zwischen noesis und dianoia. Noesis als das „intuitive Schauen der Ideen“ bezeichnet hier das Vermögen, das Seiende in seinem Wesen zu erkennen, während dianoia die begriffliche, methodisch-diskursive Weise der Erkenntnis meint.
Aristoteles bestimmte die Vernunft auf zweierlei Ebenen. Zum einen die denkende Vernunft, der Logos, der ein Gespräch mit sich selbst ist, und zum anderen die handlungsleitende Vernunft, die Phronesis, die auf die Praxis gerichtet ist. Zwischen Phronesis und Logos besteht eine unmittelbare Beziehung (EN VI 5, 1140 b20) Der Logos bestimmt das vernünftige Handeln, als er dazu dient, das Mittlere der Tugend zu erfassen (siehe Mesotes). Der Mensch ist nicht nur ein Gemeinschaftswesen (zoon politikon), sondern auch ein Vernunftwesen (zoon logon echon) (Pol. I 2, 1253 a1-18) Wie schon für Heraklit oder Anaxagoras galt Aristoteles der Nous als ein allgemeines, unveränderliches Weltprinzip. „Anaxagoras hat Recht, wenn er den Geist (nous) als dasjenige bezeichnet, das nicht in Mitleidenschaft gezogen werden kann und unvermischt ist, eben deshalb, weil er ihn als Prinzip (arché) der Bewegung ansetzt. Denn nur unter dieser Voraussetzung kann er als Unbewegter bewegen und als Unvermischter herrschen.“ (Physik 5, 256 b24 f)
In der Stoa diente die Vernunft dazu, die körperlichen Triebe zu regulieren und so zu einem ausgewogenen, tugendhaften Leben zu kommen. Der Mensch ist Teil der Natur und Aufgabe der Vernunft ist es, das Leben in die kosmische Ordnung (Logos) einzufügen. Die Vernunft kann sich nicht gegen die Ordnung der Natur stellen. So fragt Cicero: „Ist irgendetwas naturgemäß, was gegen die Vernunft (ratio) geschieht?“ (Gespräche in Tusculum, 4. Buch, 79 f.). Bei Seneca findet sich die Antwort: „Die Natur nämlich muss man zum Führer nehmen: sie beachtet die Vernunft (ratio), und diese fragt sie um Rat.“

### Europäisches Mittelalter
Die lateinische Terminologie übersetzte noesis mit intellectus und dianoia mit ratio. Die Philosophie des Mittelalters war in ihren Anfängen geprägt durch den Gedanken einer Integration von Religion und Philosophie. Beide sollten nicht in Widersprüche zueinander geraten. Ein wesentlicher Wegbereiter hierzu war Augustinus von Hippo: „Es sind zwei verschiedene Heilmittel, die aufeinanderfolgend zur Anwendung kommen müssen, nämlich Autorität und Vernunft. Die Autorität verlangt Glauben und bereitet den Menschen auf die Vernunft vor. Die Vernunft führt zur Einsicht und Erkenntnis. Doch ist auch die Autorität nicht gänzlich von Vernunft verlassen, da man sich überlegen muss, wem man glauben soll, und nicht minder eignet auch der bereits einleuchtenden und erkannten Wahrheit unzweifelhaft höchste Autorität.“ Es ist nicht mehr die Natur, wie in der Stoa, sondern ein transzendenter göttlicher Wille, wie im Neuplatonismus, der der Maßstab für das menschliche Handeln ist. „Das erste Verderben der vernünftigen Seele ist der Wille, zu tun, was die höchste und innerste Wahrheit verbietet. Infolgedessen ward der Mensch aus dem Paradiese in unsere Erdenwelt ausgestoßen und gelangte damit von Ewigkeit ins Zeitliche, aus der Fülle in den Mangel, aus der Kraft in die Schwachheit, nicht jedoch aus wesenhaft Gutem zu wesenhaft Schlechten. Denn kein Wesen ist schlecht.“
Gott wurde aber im Mittelalter auch als eine Instanz gedacht, die allem menschlichen Denken übergeordnet ist, bei Petrus Damiani sogar so weit gehend, dass das Denken seinen Ursprung im Teufel hat und vor Gott nichts gilt. Entsprechend vertrat er die Auffassung, dass die Philosophie die „Magd der Theologie“ sei.
Thomas von Aquin hielt es hingegen für erforderlich, dass die Erkenntnis der Welt nicht auf Irrtümern gegründet werden darf, weil dadurch der rechte Glaube an Gott gefährdet wird. „So ist also offenbar, daß die Meinung bestimmter Leute falsch ist, die sagen, es komme für die Wahrheit des Glaubens nicht darauf an, was man über die Geschöpfe meine, wenn man nur in bezug auf Gott die richtige Meinung habe […] denn der Irrtum über die Geschöpfe geht über in eine falsche Meinung von Gott und führt den Geist der Menschen von Gott weg, zu dem sie der Glaube doch hinzulenken trachtet, indem der Irrtum die Geschöpfe anderen Ursachen unterordnet.“ (ScG II 3 Nr. 864). Für Thomas ist ein Handeln, das sich unvernünftigen Trieben beugt, schlecht. „Jegliches Wollen, das von der Vernunft abweicht, mag diese nun recht sein oder irren, ist immer schlecht.“ (STh I/II 19 a.5)
In der Hochscholastik entwickelte sich das Streben, Glaubensüberzeugungen und Vernunft wieder zu trennen. Bedeutende Vertreter dieser Entwicklung waren Johannes Duns Scotus und Wilhelm von Ockham. Bei Meister Eckhart und Martin Luther wurde intellectus wiederum mit Verstand und ratio mit Vernunft gleichgesetzt, wobei der Verstand (intellectus/noesis) als die Wesenserkenntnis der diskursiv und argumentativ operierenden Vernunft (ratio/dianoia) übergeordnet war.

### Außereuropäische Philosophie
Ähnliche Ansätze finden sich in fast allen Kulturkreisen. In der islamischen Tradition hat der einflussreiche Philosoph Avicenna die Vernunft als eine stetige Emanation Gottes beschrieben. Östliche Weisheitslehren wie Yoga und Zen lehren die Grenzen und Widersprüchlichkeit der Vernunft und wie man sich davon befreien kann.

### Nikolaus von Kues
Nikolaus von Kues hob hervor, dass die Vernunft eine besondere Fähigkeit des Menschen ist, die durch Bildung erst ihre Kraft entfalten kann.:

„Der Mensch verhält sich als Mensch zum Tier wie ein belehrter Mensch zu einem unbelehrten. Der belehrte nämlich sieht die Buchstaben des Alphabets (litteras alphabeti) und ebenso der unbelehrte. Jedoch bildet der belehrte durch verschiedenartige Zusammenstellung der Buchstaben Silben (syllabas) und aus Silben Wörter und aus diesen Sätze. Das kann der unbelehrte nicht, weil ihm die Kunst fehlt, die sich der belehrte durch Schulung seiner Vernunft (ab exercitato intellectu) erworben hat. Der Mensch vermag also durch die Kraft seiner Vernunft, die natürlichen Erkenntnisbilder (species naturales) zusammenzusetzen und zu trennen und aus ihnen Erkenntnisbilder und Erkenntniszeichen der Vernunft und der Kunst zu schaffen. Hierdurch überragt der Mensch die Tiere und der belehrte den unbelehrten, weil er über eine geschulte und gebildete Vernunft (exercitatum et reformatum intellectum) verfügt.“

Bei Cusanus ist wie später bei Kant die Vernunft die höchste Stufe im Dreiklang Sinne – Verstand – Vernunft. Während der Verstand die vielfältigen Sinneseindrücke zusammenfasst, geht die Vernunfteinsicht in der Schau des Höheren noch über den Verstand hinaus. Die Einheit der Vernunft selbst als die einfachste Zusammenschau des Ganzen beschrieb er in Anlehnung an Raimundus Llullus als eine Triade aus (1) Erkennendem, (2) Erkanntem und (3) dem Vorgang des Erkennens. Der Intellekt übersteigt die Ratio insofern, als er aus dem, was in der Ratio diskursiv getrennt ist (intelligens, intelligibile, intelligere) eine Einheit bildet. Diese Dreiheit von (1) Ungeteiltheit (indivisio), (2) Unterscheidung (discretio) und (3) Verbindung (conexio) verweist auf die Kategorienlehre bei Charles S. Peirce und die Prozessphilosophie bei Alfred North Whitehead, in dessen Kategorie des Elementaren (siehe Prozess und Realität). Die Einheit der Vernunft ist das Ineinanderfallen der Gegensätze (Coincidentia oppositorum). Wie der Verstand, so ist aber auch die Vernunft begrenzt. Das Wesen Gottes als Licht, das ihr entgegenkommt, bleibt ihr verschlossen. „Daher bewegt sich die Vernunft zu der Weisheit hin als zu ihrem eigentlichen Leben. Und süß ist es für jeden Geist, zum Ursprung des Lebens, wiewohl er unzugänglich ist, ständig aufzusteigen. […] Wie wenn jemand etwas liebt, weil es liebenswert ist, so freut er sich, dass in dem Liebenswerten unendliche und unausdrückbare Gründe für die Liebe zu finden sind.“

### Aufklärung
Das europäische Zeitalter der Aufklärung ist von dem Gedanken getragen, dass die Vernunft imstande ist, die Wahrheit ans Licht zu bringen. Die Vernunftreligion soll die dogmatische Unterdrückung und den Autoritätsglauben der christlichen Religion überwinden und Freiheit und Wohlstand für alle bringen. So sah der Rationalismus in der Vernunft das „reine“, d. h. das von den empirischen Erfahrungen unabhängige Erkennen, das bei Descartes, Spinoza und Leibniz die Basis der philosophischen Systeme bildete. Der Begriff der menschlichen Vernunft wurde oft mit dem Bewusstsein, Selbstbewusstsein oder Geist gleichgesetzt. Im Rationalismus stellt die Vernunft das zentrale Element des Erkenntnisprozesses dar. Mit ihr seien demnach deduktive Erkenntnisse möglich, die auch ohne sinnliche Wahrnehmungen erreicht werden können. Demgegenüber steht der Empirismus (z. B. David Hume), der eine Erkenntnismöglichkeit a priori, d. h. ohne Erfahrungen bestreitet.

### Kant
Immanuel Kant führte Ende des 18. Jahrhunderts die Ansätze des Rationalismus und des Empirismus in seiner kritischen Philosophie zusammen. Mit Kant kam endgültig der Vernunft ihre Bedeutung als dem gegenüber dem Verstand höheren Erkenntnisprinzip zu. Er definierte den Verstand als das an Sinneseindrücke gebundene, aposteriorisch arbeitende Erkenntnisvermögen. Bei der Vernunft unterschied er zwischen der („reinen“) theoretischen und der praktischen Vernunft. Die theoretische Vernunft ist nach Kant die Fähigkeit, Schlüsse zu ziehen, sich selbst zu prüfen und unabhängig von der Erfahrung zu den apriorischen Vernunftsideen (Seele, Gott, Welt) zu gelangen. In seinem Werk Kritik der reinen Vernunft versucht Kant vor allem, die Grenzen und die Bedingtheit der menschlichen Vernunft aufzuzeigen. Dadurch könne der Vernunftsbegriff von metaphysischen Spekulationen befreit und der Weg für eine wissenschaftliche Metaphysik geebnet werden. Kant trug damit wesentlich zu den heute praktizierten wichtigsten Methoden in der Wissenschaft bei, in der Theorienentwicklung und das empirische Experiment wechselseitig betrieben werden. Die praktische Vernunft hingegen bezieht sich nach Kant auf das Setzen von ethischen Prinzipien, denen der Wille unterworfen wird und die so das Handeln individuell und sozial begründen und leiten. Am Beginn der Vorrede zur 1. Auflage der Kritik der reinen Vernunft heißt es:

„Die menschliche Vernunft hat das besondere Schicksal in einer Gattung ihrer Erkenntnisse: daß sie durch Fragen belästigt wird, die sie nicht abweisen kann; denn sie sind ihr durch die Natur der Vernunft selbst aufgegeben, die sie aber auch nicht beantworten kann; denn sie übersteigen alles Vermögen der menschlichen Vernunft.“

### Hegel
Nachdem Kant die Grenzen der Erkenntnisse und der Vernunft beschrieben hatte, wollten sich einige Vertreter des deutschen Idealismus nicht mit diesen abfinden. Hegel erkennt Kants Einsicht der Vernunft als den Grund (Substanz) von Freiheit ausdrücklich an. Doch er bezeichnet Kants Position als subjektiv, weil er dem Subjekt nur zugestehe, wahre Erscheinungen von den Dingen erkennen zu können und nicht diese selbst, wie sie an sich sind. Um darüber hinauszukommen, braucht es eine absolute Vernunft. Bei ihm ist sie das spekulative Vermögen, das Absolute in der Bewegung aller seiner Momente zu begreifen. Sie ist für ihn der einheits- und sinnstiftende Grund, der ewig aus sich selbst herausgeht, sich so entzweit, indem sie sich im Laufe der Geschichte in immer neuen Erscheinungen als (Zeit-)Geist und Natur verwirklicht (bzw. materialisiert), wieder in die Einheit fällt und so „zu (oder in) sich selbst zurückkehrt“. Hegel sagt, weil sie alles in sich zurücknimmt und in ihre Form (die Einheit) bringt, also im Grunde keine Grenze habe, sei sie unendlich, und weil sie sich nur selbst erkenne, absolut. Das Absolute selbst ist für ihn Gott, der absolute Geist. Ihn zu erkennen ist für Hegel das oberste Ziel aller Philosophie. Die Verbindung der Vernunft mit dem Geschichtsprozess hat nachfolgend besonders durch den Marxismus eine sehr deutliche Wirkung entfaltet. Vernunft und Fortschritt (wirtschaftlich, wissenschaftlich, technisch, gesellschaftlich) sind seitdem in ihrer gesellschaftlichen Bedeutung eng miteinander verbunden. Der Freiheitsgedanke der Vernunft aus der Aufklärung wurde dagegen weitgehend verdrängt.

### Schopenhauer
Arthur Schopenhauer unterscheidet Verstand als die Fähigkeit zum anschaulichen Erkennen und Vernunft als jene zum abstrakten, diskursiven Erkennen. Vernunft betrachtet er als spezifisch menschlich, wogegen Verstand auch (höheren) Tieren zukomme. Diese seien zum Teil sogar in der Lage, auch mehrstufige Kausalzusammenhänge verstandesmäßig zu erfassen, könnten aber nicht vernunftsmäßig denken, da es ihnen an abstrakten Begriffen und Vorstellungen mangele.

### Engels
„Alle bisherigen Gesellschafts- und Staatsformen, alle altüberlieferten Vorstellungen wurden als unvernünftig in die Rumpelkammer geworfen; die Welt hatte sich bisher lediglich von Vorurteilen leiten lassen; alles Vergangne verdiente nur Mitleid und Verachtung. Jetzt erst brach das Tageslicht, das Reich der Vernunft an; von nun an sollte der Aberglaube, das Unrecht, das Privilegium und die Unterdrückung verdrängt werden durch die ewige Wahrheit, die ewige Gerechtigkeit, die in der Natur begründete Gleichheit und die unveräußerlichen Menschenrechte.“

### Brecht
Bertolt Brecht schreibt: »Ja, ich glaube an die sanfte Gewalt der Vernunft über die Menschen. Sie können ihr auf die Dauer nicht widerstehen. Kein Mensch kann lange zusehen, wie ich einen Stein fallen lasse und dazu sage: er fällt nicht. Dazu ist kein Mensch imstande. Die Verführung, die von einem Beweis ausgeht, ist zu groß. Ihr erliegen die meisten, auf die Dauer alle..«
„Ich glaube an den Menschen, und das heißt, ich glaube an seine Vernunft! Ohne diesen Glauben würde ich nicht die Kraft haben, am Morgen aus meinem Bett aufzustehen.“
Leben des Galilei 3. (Galilei)

### Ratzinger
Für Ratzinger (Benedikt XVI.) als Anwalt der Vernunft fallen die Liebe und Vernunft als eigentliche Grundpfeiler des Wirklichen zusammen: „Die wahre Vernunft ist die Liebe, und die Liebe ist die wahre Vernunft. In ihrer Einheit sind sie der wahre Grund und das Ziel alles Wirklichen.“

### Moderne
Angesichts der Schrecken des 20. Jahrhunderts (Holocaust, Imperialismus), bei denen sie auch einen Zusammenhang mit der Industrialisierung sahen, wurde von den Mitgliedern der Frankfurter Schule eine Kritik der Rationalität ausgearbeitet. Sie kritisiert den modernen Wissenschaftsbetrieb und seine Faktengläubigkeit, der durch den Positivismus bestimmt wird. Die Vernunft und der Verstand seien zu einem Instrument der Unterdrückung des Einzelnen geworden und hätten die „Selbstbefreiungskräfte“ der Vernunft fast erstickt. Jürgen Habermas stellt der „instrumentellen Vernunft“ (Theodor W. Adorno, Max Horkheimer) die intersubjektive „kommunikative Vernunft“ der Lebenswelt gegenüber, die auf Herrschafts- und Gewaltfreiheit und gegenseitiger Anerkennung basiert. Nötig sei eine neue Stufe der Aufklärung, die – nach Habermas – noch nicht vollendet ist.
Papst Johannes Paul II. thematisierte in seiner dreizehnten Enzyklika Fides et ratio im Jahr 1998 das Spannungsfeld zwischen Vernunft und Glaube aus Sicht der römisch-katholischen Kirche. Papst Benedikt XVI. griff die Gedanken seines Vorgängers in seiner Rede an der Universität Regensburg vom 12. September 2006 und in seinen Äußerungen zu dem Gottesbild der katholischen Kirche auf.

## Neurowissenschaften
In den Neurowissenschaften wird Verstand als fluide Intelligenz, d. h. die Fähigkeit zum logischen Denken und Problemlösen, aufgefasst. Die dafür zuständigen neuronalen Strukturen befinden sich im dorsolateralen präfrontalen Cortex (DLPFC). Wird dieser Hirnteil verletzt, verhalten sich die betroffenen Patienten „unintelligent“ (bleiben z. B. stur bei einem Verhalten, obwohl sich die Situation stark geändert hat). Unter Vernunft werden die für „vernünftiges Verhalten“ notwendigen Fähigkeiten verstanden, u. a. das Abschätzen von sachlichen und sozialen Handlungsfolgen, das erfahrungsgeleitete Aufstellen von Handlungszielen und die Kontrolle egoistischer Verhaltensimpulse. Die entsprechenden Strukturen sind vor allem im orbitofrontalen Cortex (OFC) lokalisiert. Personen mit Verletzungen in diesen Bereichen zeigen verstärkt „unvernünftiges“ Verhalten (gehen z. B. große Risiken wider besseres Wissen ein).
Es wird auch diskutiert, dass das menschliche Gehirn ein Interpretationsorgan ist, das eine stabile Umwelt- und Lebenssituation erstellen will. Das Gehirn interpretiert die Welt und versucht auch, Vorhersagen über die unmittelbare Zukunft durchzuführen, damit das Verhalten entsprechend angepasst werden kann. Vernunft wird in diesem Sinne als Fähigkeit zur Anpassung an die gegebenen Umstände auf der Basis individueller Erfahrung verstanden.

### Anthologien und Sammelbände
- Karl-Otto Apel und Matthias Kettner (Hg.): Die eine Vernunft und die vielen Rationalitäten. Suhrkamp, Frankfurt 1996, ISBN 3-518-28807-5.
- Jose Luis Bermudez, Alan Millar (Hrsg.): Reason and Nature. Essays in the Theory of Rationality. Clarendon Press, Oxford 2002.
- Paul K. Moser (Hrsg.): Rationality in Action. U.K.: Cambridge University Press, Cambridge 1990.
- Hans Poser (Hg.): Wandel des Vernunftbegriffs. Alber, Freiburg/ München 1981, ISBN 3-495-47468-4.

### Philosophiegeschichtliche Überblicksdarstellungen
- M. Bremer u. a.: Vernunft, Verstand. In: Historisches Wörterbuch der Philosophie. Bd. 11, S. 748–863.
- Karen Gloy: Vernunft und das Andere der Vernunft, Freiburg, München 2001, ISBN 3-495-47890-6.
- Karen Gloy (Hrsg.): Rationalitätstypen, Freiburg, München 1999, ISBN 3-495-47960-0.
- Herbert Schnädelbach: Vernunft. In: Ekkehard Martens, Herbert Schnädelbach (Hg.): Philosophie. Ein Grundkurs. Band 1, überarbeitete und erweiterte Neuausgabe. 1998, S. 77–115.
- Armin G. Wildfeuer: Vernunft. In: Petra Kolmer, Armin G. Wildfeuer (Hrsg.): Neues Handbuch philosophischer Grundbegriffe. Bd. 3. Verlag Karl Alber, Freiburg i. Br. 2011, S. 2333–2370. PDF
- G. J. Warnock: Art. Reason. In: Encyclopedia of Philosophy, Band 8, S. 279–282.

### Speziellere Literatur
- Hans Albert: Traktat über kritische Vernunft. 5. verbesserte und erweiterte Auflage. Mohr Siebeck, Tübingen 1991, ISBN 3-8252-1609-8, (1992: ISBN 3-16-145721-8).
- Volker Caysa: Empraktische Vernunft. Peter Lang, 2015, ISBN 978-3-631-66707-1.
- Donald Davidson: Subjective, Intersubjective, Objective: Philosophical Essays. Clarendon Press, Oxford 2001, ISBN 0-19-823753-7 (englisch).
- Karen Gloy: Denkformen und ihre kulturkonstitutive Rolle. Paderborn 2016, ISBN 978-3-7705-6105-6.
- Jürgen Habermas: Theorie des kommunikativen Handelns. (Band 1: Handlungsrationalität und gesellschaftliche Rationalisierung, Band 2: Zur Kritik der funktionalistischen Vernunft), Frankfurt am Main 1981, ISBN 3-518-28775-3.
- Max Horkheimer: Zur Kritik der instrumentellen Vernunft. Fischer, Stuttgart 2007, ISBN 978-3-596-17820-9 (original 1947: Eclipse of Reason).
- Lutz Jäncke: Ist das Hirn vernünftig? 2., unveränderte Auflage. Hogrefe, Bern 2016, ISBN 978-3-456-85653-7.
- Herbert Schnädelbach: Vernunft. Leipzig 2007, ISBN 978-3-15-020317-0.
- Stephen Stich: The Fragmentation of Reason. MIT Press, Cambridge 1990.